# Sovetskaja Gavan'
Sovetskaja Gavan' (in russo Советская Гавань?) è una città della Russia siberiana, situata nel Kraj di Chabarovsk, sulle rive dello Stretto dei Tartari.
Fondata nel 1853, ottenne lo status di città nel 1941.

## Infrastrutture e trasporti
La città è servita dall'aeroporto di Sovetskaja Gavan' con i voli di linea effettuati dalla compagnia aerea russa Chabarovsk Airlines per il capoluogo regionale Chabarovsk. Inoltre, nella città è presente un porto di discreta importanza ed anche il terminale cargo orientale della ferrovia BAM.
| 1959   | 1970   | 1979   | 1989   | 2002   | 2007   | 2016   |
| ------ | ------ | ------ | ------ | ------ | ------ | ------ |
| 25 700 | 28 500 | 29 000 | 34 900 | 30 480 | 29 400 | 25 187 |

## Clima
| Sovetskaja Gavan' (1991-2020) Fonte: | Mesi         | Mesi         | Mesi         | Mesi         | Mesi        | Mesi        | Mesi        | Mesi        | Mesi        | Mesi         | Mesi         | Mesi         | Stagioni | Stagioni | Stagioni | Stagioni | Anno  |
| Sovetskaja Gavan' (1991-2020) Fonte: | Gen          | Feb          | Mar          | Apr          | Mag         | Giu         | Lug         | Ago         | Set         | Ott          | Nov          | Dic          | Inv      | Pri      | Est      | Aut      | Anno  |
| ------------------------------------ | ------------ | ------------ | ------------ | ------------ | ----------- | ----------- | ----------- | ----------- | ----------- | ------------ | ------------ | ------------ | -------- | -------- | -------- | -------- | ----- |
| T. max. media (°C)                   | −9,7         | −7,1         | −0,7         | 6,1          | 12,5        | 17,3        | 20,5        | 22,1        | 18,9        | 11,4         | 0,5          | −8,1         | −8,3     | 6,0      | 20,0     | 10,3     | 7,0   |
| T. media (°C)                        | −14,8        | −13,2        | −6,2         | 0,9          | 6,4         | 11,1        | 15,1        | 17,0        | 13,3        | 6,0          | −4,1         | −12,7        | −13,6    | 0,4      | 14,4     | 5,1      | 1,6   |
| T. min. media (°C)                   | −19,5        | −18,8        | −11,4        | −2,9         | 2,3         | 7,1         | 11,6        | 13,4        | 8,9         | 1,8          | −8,1         | −16,8        | −18,4    | −4,0     | 10,7     | 0,9      | −2,7  |
| T. max. assoluta (°C)                | 2,6 (2009)   | 9,8 (1998)   | 15,3 (1983)  | 25,1 (2008)  | 31,8 (1998) | 35,1 (1988) | 35,1 (2021) | 35,8 (1950) | 30,2 (2010) | 27,1 (1987)  | 16,5 (1939)  | 9,4 (1953)   | 9,8      | 31,8     | 35,8     | 30,2     | 35,8  |
| T. min. assoluta (°C)                | −38,7 (1933) | −38,6 (1931) | −33,1 (1913) | −26,4 (1914) | −9,5 (1931) | −3,0 (1931) | −0,4 (1995) | 1,9 (1913)  | −1,7 (2001) | −14,7 (1950) | −31,3 (1928) | −38,4 (1937) | −38,7    | −33,1    | −3,0     | −31,3    | −38,7 |
| Precipitazioni (mm)                  | 28           | 28           | 51           | 55           | 68          | 73          | 83          | 102         | 104         | 92           | 49           | 41           | 97       | 174      | 258      | 245      | 774   |
| Giorni di pioggia                    | 6,8          | 7,0          | 9,6          | 10,3         | 13,2        | 12,9        | 13,4        | 14,7        | 13,1        | 9,2          | 6,1          | 6,6          | 20,4     | 33,1     | 41,0     | 28,4     | 122,9 |